# 我们的话
我们的话（俄语：Наше Слово）是第一次世界大战期间在法国巴黎出版的俄语日报，政治倾向为社会主义和国际主义，虽然出版时间比较短，但影响遍及欧洲。出版时间开始于1915年1月29日，停刊于1916年9月15日，受到了克里斯蒂安·拉科夫斯基的资助。知名编辑包括列夫·达维多维奇·托洛茨基、马尔托夫、安东诺夫-奥夫谢延科、德米特里·扎哈罗维奇·曼努伊尔斯基、索洛蒙·阿布拉莫维奇·洛佐夫斯基、摩西·乌里茨基、格奥尔基·契切林。
托洛茨基是主要编辑之一，作为我们的话报的代表出席了齐美尔瓦尔德会议。